# غیاث‌الدین خواندمیر
غیاث‌الدین خواندمیر (۸۸۰–۹۴۲ یا ۹۴۳ ه‍. ق) تاریخ‌نگار قرن دهم هجری است.
غیاث‌الدین بن همام‌الدین ملقب به خواندمیر نوادهٔ دختری میرخواند تاریخ‌نگار قرن نهم هجری و نویسندهٔ روضةالصفا است. ظاهراً در هرات به دنیا آمد. در جوانی به دربار سلطان حسین بایقرا راه یافت و مورد توجه و محبت امیر علیشیر نوایی قرار گرفت و مدتی عهده‌دار وزارت بدیع‌الزمان میرزا پسر سلطان حسین بود. در سال ۹۳۵ به هندوستان سفر کرد و در آنجا به خدمت بابر پیوست و پس از وفات او در خدمت پسرش همایون بود. در هندوستان درگذشت و بنا به وصیتش در دهلی نزدیک قبر نظام‌الدین اولیاء و امیرخسرو دهلوی دفن شد.
خواندمیر نویسنده‌ای پرکار و صاحب آثار متعدد است. نخستین اثر او خلاصةالاخبار، و بزرگترین و مهم‌ترین اثر او حبیب‌السیر است. از دیگر آثار او دستور الوزرا، آثار الملوک و الانبیا، منتخب تاریخ وصاف و تکملهٔ روضةالصفا است.

## آثار
- مآثر الملوک
- روضةالصفا فی سیرة الانبیاء و الملوک و الخلفاء